# 1979 SO
1979 SO är en asteroid i huvudbältet som upptäcktes den 25 september 1979 av den tjeckiske astronomen Antonín Mrkos vid Kleť-observatoriet i Tjeckien.
Asteroiden har en diameter på ungefär 12 kilometer och den tillhör asteroidgruppen Dora.